# جورج سميث (لاعب كرة قدم مواليد 1936)
جورج سميث (بالإنجليزية: George Smith)‏ هو لاعب كرة قدم بريطاني في مركز حراسة المرمى، ولد في 13 أبريل 1936، في نوتنغهام في المملكة المتحدة. لعب مع نادي هارتلبول يونايتد ونوتس كاونتي.